# Анхела Молина
Анхела Молина Техедор (на испански: Ángela Molina Tejedor) е испанска актриса.

## Биография
Родена е на 5 октомври 1955 година в Мадрид в семейството на известния певец и актьор Антонио Молина. Започва да се снима в киното в средата на 70-те години и придобива широка известност с главната роля във филма „Този неясен обект на желанието“ („Cet obscur objet du désir“, 1977), последвана от участия във филми като „Жива плът“ („Carne trémula“, 1997), „Прекършени прегръдки“ („Los abrazos rotos“, 2009), „Снежанка“ („Blancanieves“, 2012).

## Избрана филмография
- „Този неясен обект на желанието“ („Cet obscur objet du désir“, 1977)
- „Жива плът“ („Carne trémula“, 1997)
- „Чифликът на чучулигите“ (2007)
- „Прекършени прегръдки“ („Los abrazos rotos“, 2009)
- „Снежанка“ („Blancanieves“, 2012)